# نافذة الإطلاق

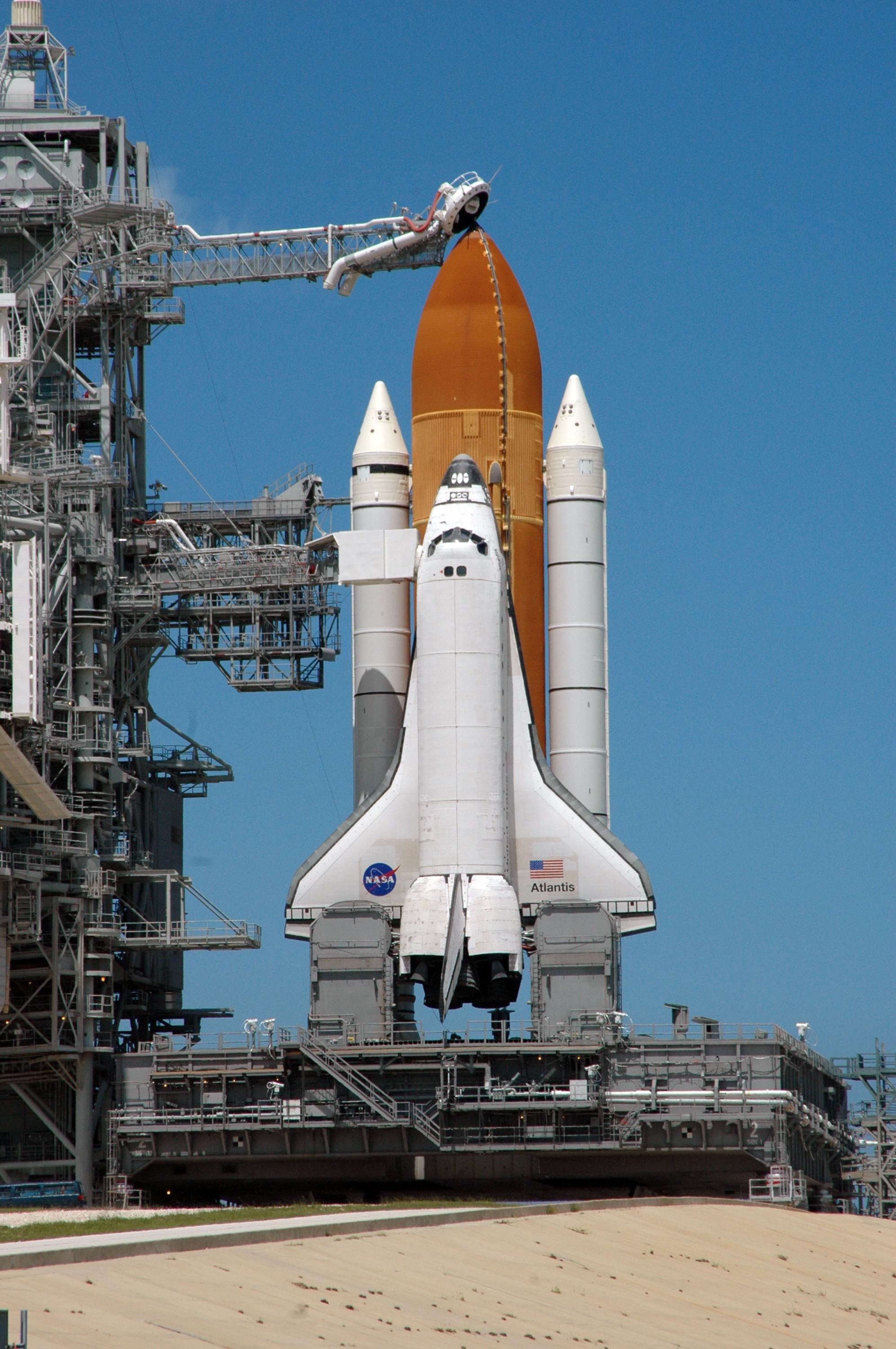

في سياق رحلات الفضاء، نافذة الإطلاق هي الفترة الزمنية لمركبة خاصة (الصواريخ، مكوك الفضاء، الخ) التي يجب أن تنطلق فيها من أجل الوصول إلى الهدف المنشود. إذا لم يتم إطلاق الصاروخ في غضون هذه الفترة الزمنية، فإن عليه أن ينتظر الإطار التالي. وفي حال كان الطقس سيئاً، أو حصل عطل ما خلال فترة نافذة الإطلاق، يجب تأجيل المهمة حتى نافذة الإطلاق التالية المناسبة للتحليق.واهم أسباب التوقيت الصحيح لإطلاق المركبة الفضائية عدم وجود مسار مستقيم في الطيران الفضائي، فكل الكواكب تتحرك حول الشمس في مسار طويل ومنحن ويأخذ شكل المدار الدائري والإهليلجي.، الرحلات التي تستند إلى مدارات الأرض إلى حد كبير، لا يلزم وقت إطلاق معين، ولكن إذا كانت المركبة الفضائية على موعد مع مركبة أخرى موجودة بالفعل في المدار، يجب توقيت الإطلاق بعناية.